# Regba
Regba (in ebraico רֶגְבָּה‎?) è un moshav shitufi nel nord di Israele. Situato vicino a Nahariya, rientra sotto la giurisdizione del consiglio regionale di Mateh Asher. Nel 2017 aveva una popolazione di 1 085 abitanti.

## Storia
Regba fu fondata nel 1946 da un gruppo di veterani dell'esercito britannico provenienti da Germania, Paesi Bassi e paesi di lingua inglese. Fu originariamente fondata come kibbutz e divenne un moshav shitufi nel 1949. Il nome è simbolico, come in "Regev" ("grumo di terra").

## Luoghi di interesse
Il Regba Center for Olive and Oil, originariamente situato nello stabilimento Shemen nella baia di Haifa, documenta la storia dell'industria olearia del paese.